# منطقة بانج نا
منطقة بانج نا (بالإنجليزية: Bang Na District)‏ هي منطقة تقع في بانكوك. يبلغ عدد سكانها 101737 نسمة وذلك حسب إحصائيات سنة 2004. تبلغ مساحتها 18.789 كم².

الموقع في بانكوك